# Alyssomyia bulbosa
Alyssomyia bulbosa là một loài ruồi trong họ Asilidae. Alyssomyia bulbosa được Artigas miêu tả năm 1970. Loài này phân bố ở vùng Tân nhiệt đới.